# 시코르스키 CH-53 시 스탤리온
CH-53 시스탤리온은 시코르스키사의 S-65계열 대형 수송 헬리콥터이다. 원래 미국 해병대를 위해 개발되었다. 독일, 이란, 이스라엘, 멕시코에서 사용하며 MH-53 페이브로우는 미국 공군에서 사용한다. 미국 공군은 또한 HH-53 "Super Jolly Green Giant"도 베트남전 후반부터 사용하고 있다.
외양이 비슷한 CH-53E 슈퍼스탤리온은 시콜스키사의 S-80E를 개조한, 더 대형인 헬리콥터이다. 이 헬기의 세 번째 엔진은 시스탤리온 보다 강력해서 대형 수송 임무에는 슈퍼스탤리온을 사용한다.

## 운용 국가

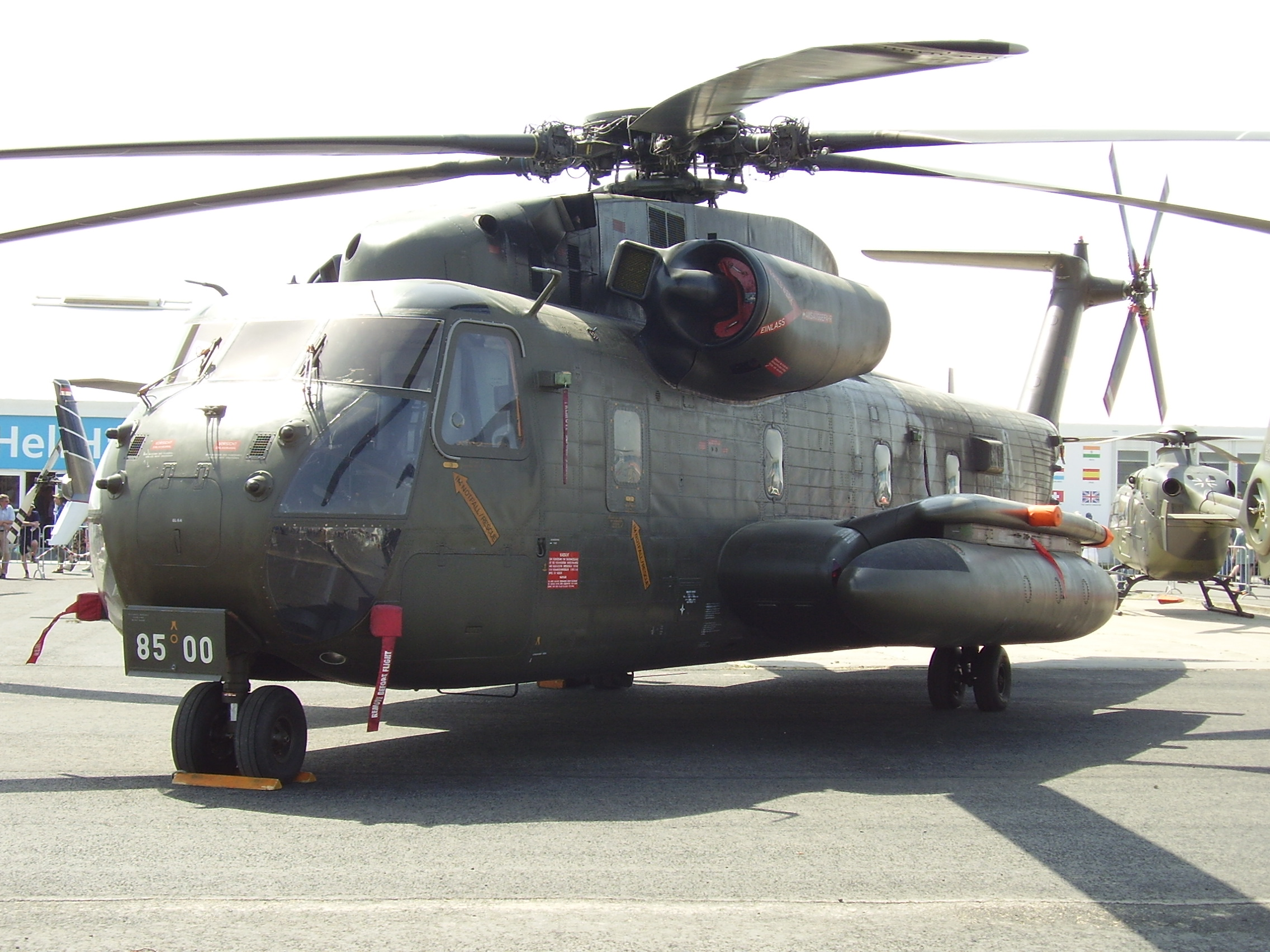
독일 육군 CH-53GS

오스트리아
 독일
 멕시코
 이란
 이스라엘
 미국

## 제원 (CH-53D)
일반 특성
- 승무원: 2 pilots, 1 or more crew chiefs
- 용량: 38 troops (55 in alternate configuration) or 24 stretchers
- 길이: 88 ft 6 in (26.97 m)
- 로터직경: 72 ft 2.8 in (22.01 m)
- 높이: 24 ft 11 in (7.6 m)
- 원판면적: 4098.1 sq ft (380.48 m²)
- 날개꼴: NACA 0011 MOD
- 공허중량: 23,628 lb (10,740 kg)
- 탑재중량: 33,500 lb (15,227 kg)
- 유효탑재량: 8,000 lb (3,630 kg)
- 최대이륙중량: 42,000 lb (19,100 kg)
- 엔진: 2× General Electric T64-GE-413 turboshaft, 3,925 shp (2,927 kW)  각각
- Width (stub wings): 28 ft 4 in (8.64 m)

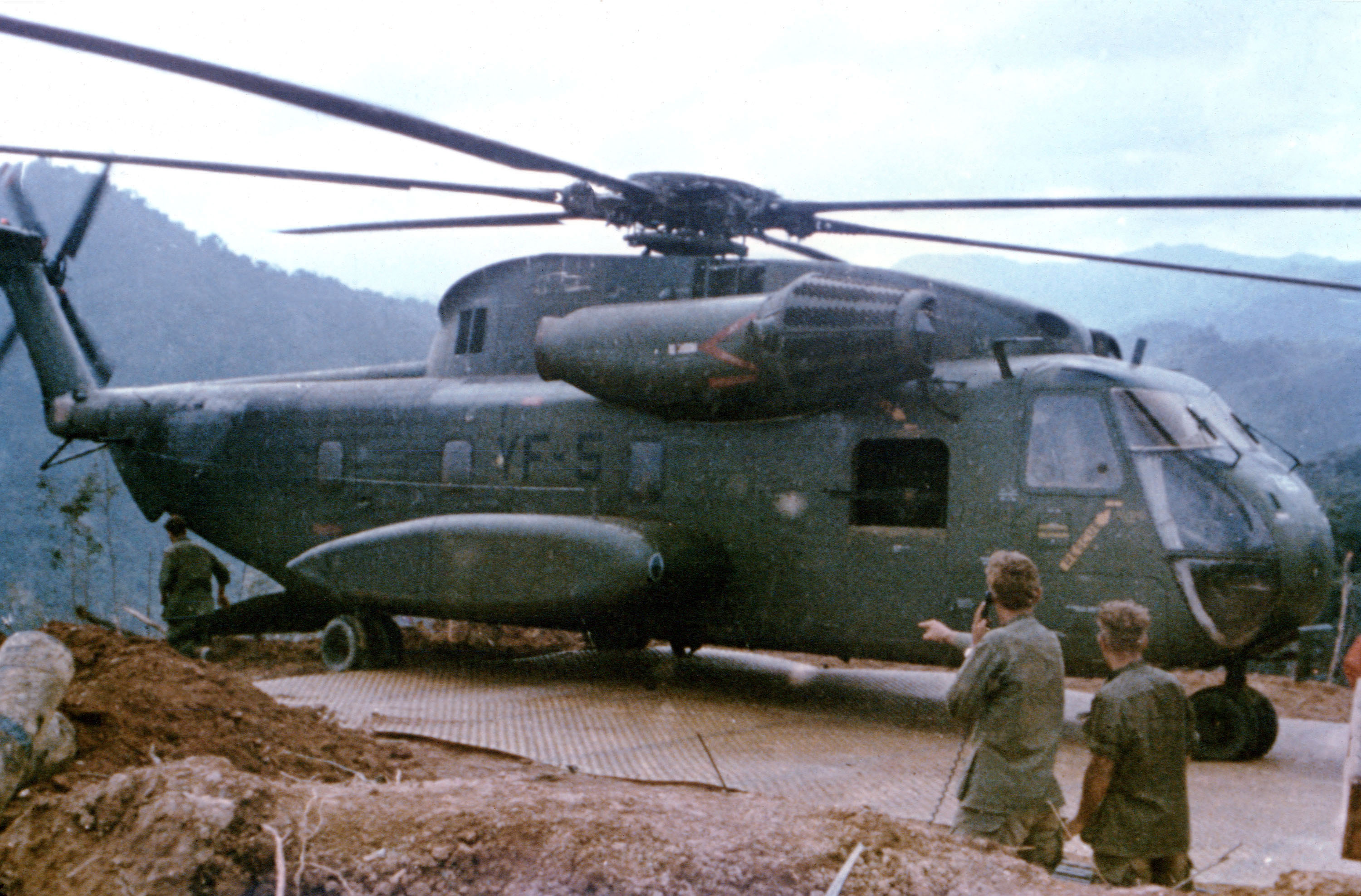
A CH-53 from HMH-462 rests on a landing mat at a mountain-top fire support base in Vietnam in 1968.

- Width (fuselage): 15 ft 6 in (4.7 m)
- Rotor systems: 6 blades on main rotor

성능
- 최대속도: 170 knots (196 mph, 315 km/h)
- 순항속도: 150 kt (173 mph, 278 km/h)
- 항속거리: 540 nmi (1,000 km)
- 전투행동반경: 100 mi (160 km) 95 mi
- 최대항속거리: 886 nmi (1,640 km)
- 상승한도: 16,750 ft (5,106 m)
- 상승률: 2,460 ft/min (12.5 m/s)
- 원판하중: 8.95 lb/sq ft ()

무장
- Two door mounted .50 BMG XM218 machine guns. Some have a ramp mounted .50 BMG GAU-21 machine gun.
- German CH-53Gs can mount two 7.62 mm MG3 machine guns in the side doors, which are to be replaced by two .50 BMG M3M/GAU-21 machines guns in the doors and one on the ramp.

## 사건
- 오키나와 대학교 미군 헬리콥터 추락 사고

## 같이 보기
- MH-53 페이브로우
- CH-53E 슈퍼스탤리온
- CH-47 치누크